# Vallée de la Vennelle
La vallée de la Vennelle est une zone naturelle protégée située sur les communes de Foncegrive et de Vernois-les-Vesvres, dans le département de la Côte-d'Or. Elle est parcourue par la Venelle et est constituée de prairies encadrées par les massifs forestiers du bois de Champ Pensier et de la forêt de Champberceau.

## Statut
Le site est une zone naturelle protégée, classée Zone naturelle d'intérêt écologique, faunistique et floristique de type I, sous le numéro régional n°0071.0001.

## Description
La haute Vallée de la Venelle est un site remarquable pour ses prairies à narcisses. Le site fait partie de la Znieff de type II Forêt de Marey et de Cussey.

## Espèces protégées présentes

### Flore
- Narcisse des poètes.
- Margueritte de Saint-Michel